# Tipula (Lunatipula) vulpecula
Tipula (Lunatipula) vulpecula is een tweevleugelige uit de familie langpootmuggen (Tipulidae). De soort komt voor in het Palearctisch gebied.